# Ufficiale dell'anagrafe
L'ufficiale dell'anagrafe, nell'ordinamento italiano,  è l'organo competente a tenere l'anagrafe della popolazione residente (APR), nella quale sono registrate le posizioni relative alle singole persone, alle famiglie e alle convivenze, che hanno fissato nel comune la residenza, nonché le posizioni relative alle persone senza fissa dimora che hanno stabilito nel comune il proprio domicilio. 

## Disciplina normativa
La vigente disciplina dell'ufficiale dell'anagrafe è contenuta nella legge 24 dicembre 1954, n. 1228 ("Ordinamento delle anagrafi della popolazione residente") e nel decreto del Presidente della Repubblica 30 maggio 1989, n. 223 ("Approvazione del nuovo regolamento anagrafico della popolazione residente").

## Competenze
L'ufficiale dell'anagrafe è preposto all'ufficio dell'anagrafe, che deve essere presente in ogni comune. I comuni che hanno istituito più uffici dello stato civile possono istituire più uffici dell'anagrafe con la medesima competenza territoriale.
Ufficiale dell'anagrafe è il sindaco in qualità di ufficiale del Governo o chi lo sostituisce (vicesindaco, assessore anziano, commissario prefettizio). Con l'approvazione del prefetto, può delegare le relative funzioni o parte di esse:
- ai dipendenti di ruolo del comune ritenuti idonei (in caso di esigenze straordinarie e temporalmente limitate, è consentita la delega anche a dipendenti non di ruolo che abbiano ricevuto apposita formazione);
- al segretario comunale.

Il ruolo di ufficiale dell'anagrafe non va confuso con quello di ufficiale dello stato civile, anch'esso attribuito al sindaco.
Compete inoltre all'ufficiale, la tenuta dell'anagrafe degli italiani residenti all'estero (AIRE) e il rilascio di certificati di residenza e di stato di famiglia anagrafica, in base alle risultanze dei registri tenuti.